# 有賀徹
有賀 徹（あるが とおる、1950年〈昭和25年〉9月8日 - ）は、日本の医師。専門は救急医学、脳神経外科学、脳蘇生学。昭和大学名誉教授。

## 来歴
長野県出身。 桐朋高等学校を経て、1976年（昭和51年）3月、東京大学医学部医学科を卒業し、同年6月、東京大学医学部脳神経外科学講座へ入局。
その後、日本医科大学付属病院救命救急センター、東京大学医学部附属病院救急部を経て、公立昭和病院脳神経外科主任医長、同救急部長、昭和大学医学部教授、同医学部救急医学講座主任、昭和大学病院救急医学科長、同救命救急センター長、同副病院長、同病院長を歴任。公立昭和病院の救急センターの設立及び運営に尽力した。
この他、東京都メディカルコントロール協議会救急処置基準委員会委員長、卒後臨床研修評価機構理事・評価委員会委員長、東京都医師会東京都脳卒中医療連携協議会会長、厚生労働省厚生科学審議会専門委員（臓器移植委員会）、全国医学部病院長会議大学病院医療事故対策検討委員会委員長、日本救急医学会監事、日本病院会災害医療対策委員会委員長、東京都医療事故等支援団体協議会運営委員会委員長 、日本医師会救急災害医療対策委員会委員長、同中央医療事故調査等支援団体等連絡協議会副会長、総務省消防庁救急業務のあり方に関する検討会座長、日本医療機能評価機構評価委員会委員長などの役職に就いた。
2016年（平成28年）4月1日、労働者健康安全機構理事長に就任。
2019年（平成31年）4月1日、労働者健康安全機構理事長に再任。
2024年（令和6年）3月31日、労働者健康安全機構理事長を退任。

## 年譜
- 1976年（昭和51年）
  - 3月 - 東京大学医学部医学科卒業[1][3]
  - 6月 - 東京大学医学部脳神経外科学講座入局[1]
- 1979年（昭和54年）4月 - 日本医科大学附属病院救命救急センター[1]
- 1980年（昭和55年）8月 - 東京大学医学部附属病院救急部[1]
- 1984年（昭和59年）4月 - 公立昭和病院脳神経外科主任医長[1]
- 1990年（平成2年）4月 - 同救急部長[1]
- 1994年（平成6年）
  - 4月 - 昭和大学医学部教授[1]
  - 4月 - 昭和大学病院救急医学科長[1]
- 1997年（平成9年）
  - 4月 - 昭和大学医学部救急医学講座主任[1]
  - 9月 - 昭和大学病院救命救急センター長[1]
- 2000年（平成12年）4月 - 同副病院長[1]
- 2003年（平成15年）- 東京都メディカルコントロール協議会救急処置基準委員会委員長[5]
- 2006年（平成18年）- 卒後臨床研修評価機構理事・評価委員会委員長[5]
- 2008年（平成20年）- 東京都脳卒中医療連携協議会会長 [5]
- 2011年（平成23年）
  - 4月 - 同病院長[1]
  - 厚生労働省厚生科学審議会専門委員（臓器移植委員会）[5]
- 2012年（平成24年）- 全国医学部病院長会議大学病院医療事故対策検討委員会委員長[5]
- 2013年（平成25年）- 日本救急医学会監事[5]
- 2015年（平成27年）- 日本病院会災害医療対策委員会委員長[5]
- 2016年（平成28年）4月 - 労働者健康安全機構理事長[1]

## 著書
- チャート医師国家試験対策〈12〉救命救急（2000年、医学評論社）ISBN 978-4-8721-1458-4
- 脳神経救急マニュアル : 救急から一週間のマネージメント（2001年、三輪書店）ISBN 978-4-8959-0138-3
- ナースのための早引き救急看護ハンドブック : オールカラー : 知りたいことがすぐに引ける（2006年、ナツメ社）ISBN 978-4-8163-4098-7
- ハローキティの早引き 急変・救急看護ハンドブック（2012年、ナツメ社）ISBN 978-4-8163-5306-2
- 特定看護師：研修内容と実像、そして期待される役割（2015年、へるす出版、共著：岩澤和子、木澤晃代）ISBN 978-4-8926-9872-9